# Томаш Станецький
Томаш Станецький (пол. Tomasz Stanecki; 21 грудня 1826, Вадовиці — 8 січня 1891, Львів) — польський фізик, доктор філософії, ректор Львівського університету (1890—1891).

## Життєпис
Був сином вадовицького органіста. У Вадовицях закінчив середню школу, а потім навчався на філософському відділенні у Львові. Після закінчення навчання працював вчителем молодших класів середньої школи. Потім працював професором реальної школи, директором Бернардинської гімназії та професором Львівського університету. У той же час навчав у ветеринарній школі та лісній школі у Львові. У 1890—1891 навчальному році був обраний ректором Львівського університету. Проводив метеорологічні дослідження.
Похований на Личаківському цвинтарі у Львові.